# Dangel
La Dangel è una piccola casa automobilistica francese specializzata nella costruzione di vetture fuoristrada derivate da modelli Peugeot e Citroën ed attiva a partire dal 1980.

## Storia e profilo
La storia di questo piccolo costruttore comincia nella prima metà metà degli anni settanta, quando Henry Dangel iniziò a lavorare su alcune vetture francesi per ricavare delle versioni fuoristrada che potessero risultare utili anche per utilizzi gravosi ed in terreni accidentati.
A tale scopo provò con due modelli particolari, la Citroën DS e la Renault 16, che però si rivelarono ben presto poco adatte al tipo di trasformazione che Henry Dangel aveva in mente. Quindi nel 1978 si cimentò con una 504 Break e dopo varie iterazioni, nacque la 504 Dangel 4x4, che venne esposta a Parigi nel 1980. Contemporaneamente fu il marchio "Dangel". La Casa madre, ossia la Peugeot, non mise in alcun modo i bastoni tra le ruote ad Henry Dangel, che ebbe l'autorizzazione dal quartier generale di Sochaux.
Nacque così la Automobiles Dangel, con sede a Sentheim, in Alsazia. Due anni dopo, nel 1982, venne realizzata anche la 504 Dangel 4x4 Pick-Up, che venne impiegata nella Parigi-Dakar di quell'anno, dove si classificò seconda. Sia la versione Break che la versione pick-up della 504 Dangel erano equipaggiate con un 2 litri a benzina da 96 CV oppure con un diesel aspirato da 2.3 litri in grado di erogare 70 CV. Nel frattempo giunsero anche i primi risultati dal punto di vista commerciale: l'ottima qualità costruttiva delle vetture fu il motivo per cui tra i vari clienti di Henry Dangel vi furono anche le forze armate, sia francesi che non. Anche alcune aziende private acquistarono delle 504 Dangel.
Nel 1986 venne introdotta la 505 Dangel 4x4, derivata dalla 505 Break, disponibile con un 2 litri a benzina da 90 o 108 CV, nonché con il diesel aspirato da 2.3 litri e 70 CV oppure con il 2.5 turbodiesel da 110 CV. Sia nel caso della 504 che in quello della 505, i motori utilizzati erano ripresi pari pari da quelli della normale produzione Peugeot.

Nel 1987 cominciò la produzione di una versione off-road dei furgoni J5 e C25, successivamente estesa anche al corrispondente modello italiano, il Fiat Ducato.
Alla fine del 1992, la fabbrica Dangel raggiunse la quota di 7.500 veicoli prodotti. Nel frattempo Nery Dangel introdusse alcune sue vetture in diverse competizioni sportive estreme, come il Raid Le Cap-Alger, il Rallye de l'Atlas, il Rallye della Tunisia e l'African Cannon Ball.
A partire dagli anni novanta, la produzione si incentrò quasi esclusivamente su modelli fuoristrada derivati da furgoni e ludospace. Si ebbero versioni off-road derivate dalle nuove generazioni di Ducato/Boxer/Jumper, dei vari Scudo/Expert/Jumpy e dei ludospace Ranch/Partner e Berlingo. Una versione fuoristrada fu realizzata anche sul piccolo furgoncino C15, a sua volta derivato dalla Citroën Visa e rimasto in produzione fino a metà anni '90. In questa marea di furgoni convertiti all'utilizzo off-road, fece eccezione la 306 Break Dangel 4x4, introdotta nel 2002 quando la produzione del normale modello Peugeot era già terminata.
Nel 2009 vennero lanciate le versioni fuoristrada delle nuove generazioni del Partner e del Berlingo. Negli anni successivi la Dangel ha continuato a trasformare i veicoli commerciali del gruppo PSA mediante l’adozione della trazione integrale e nel 2020 ha lanciato i kit di trasformazione anche per i commerciali prodotti a marchio Opel come il Combo e il Vivaro.

## Galleria d'immagini

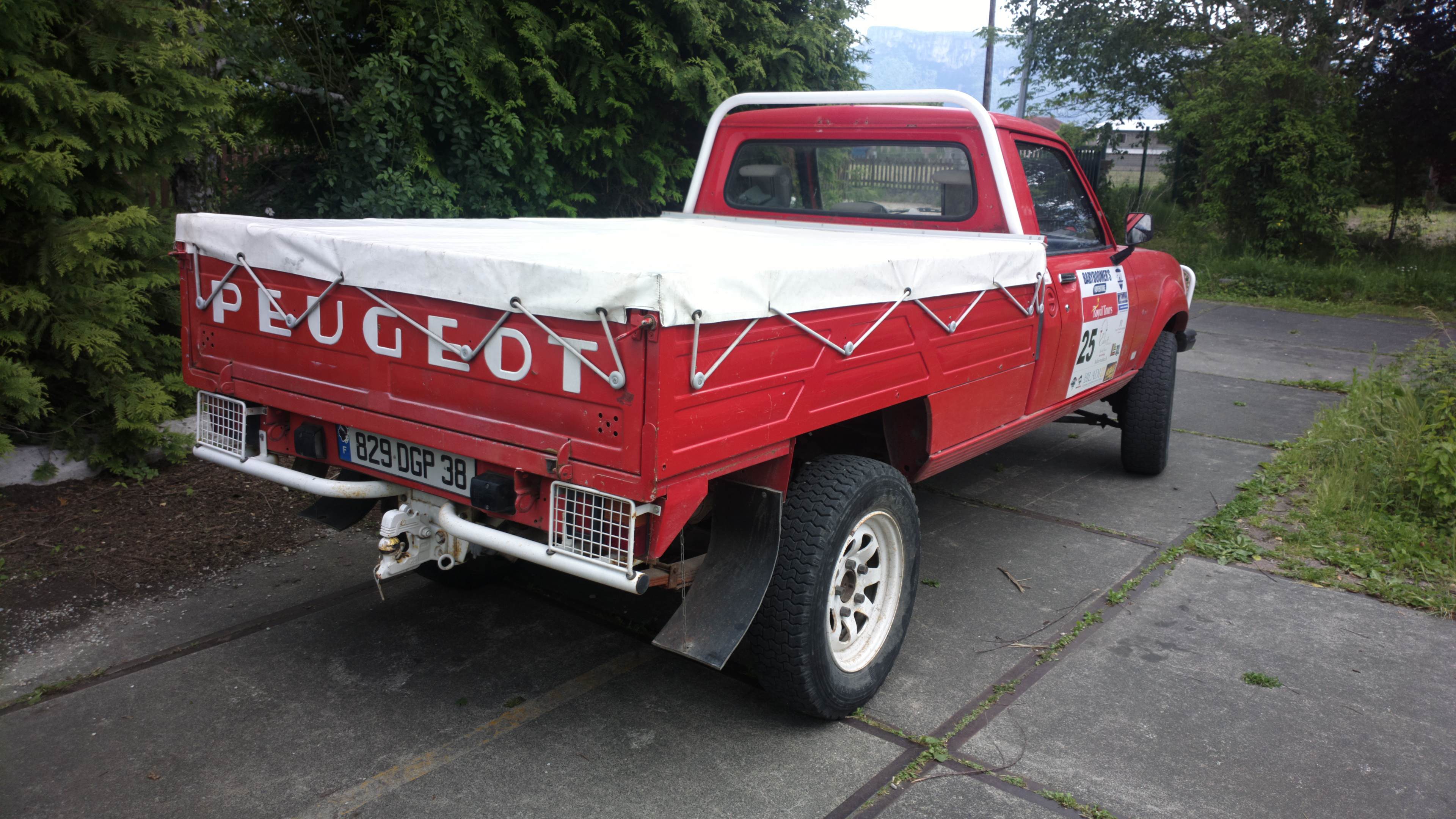
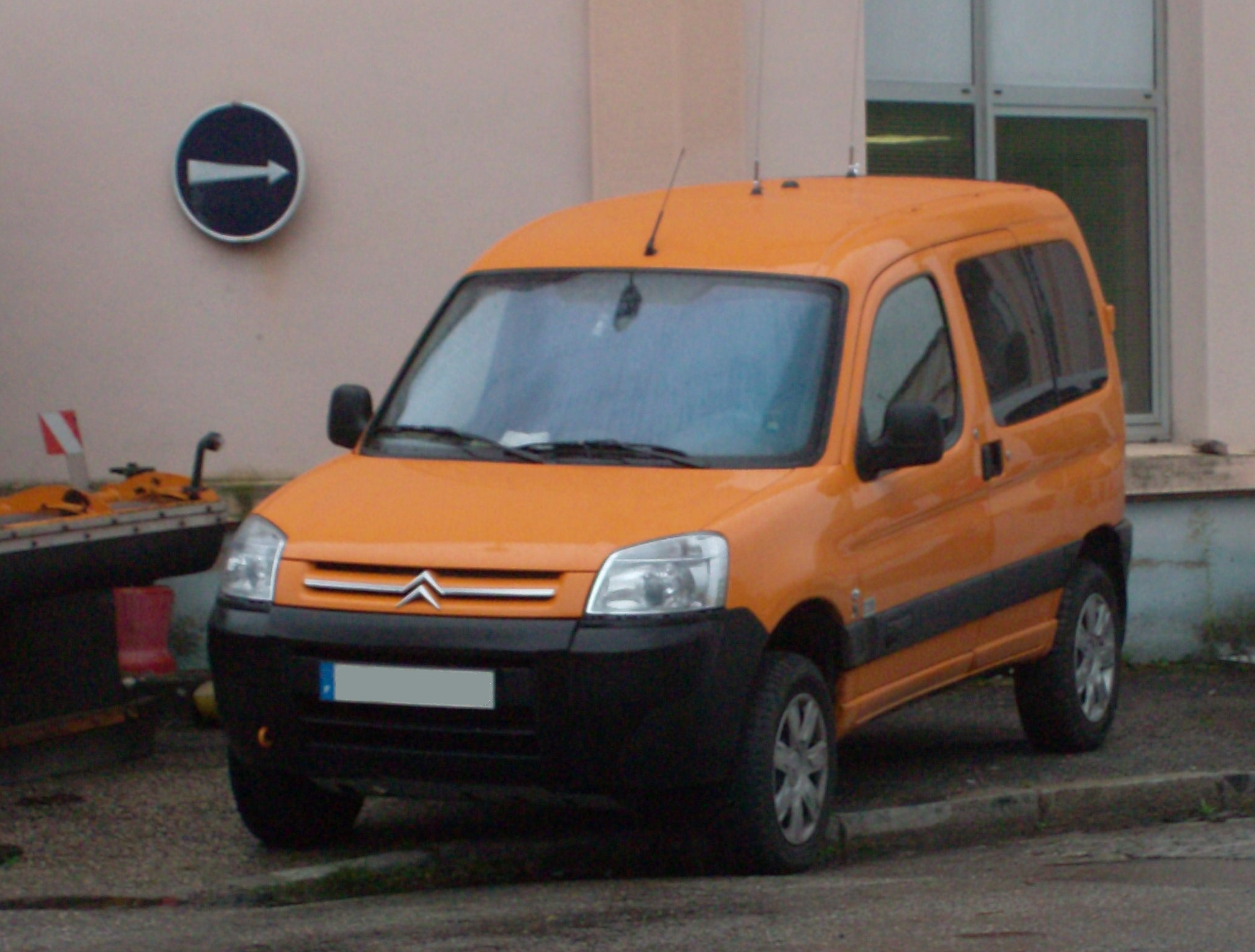
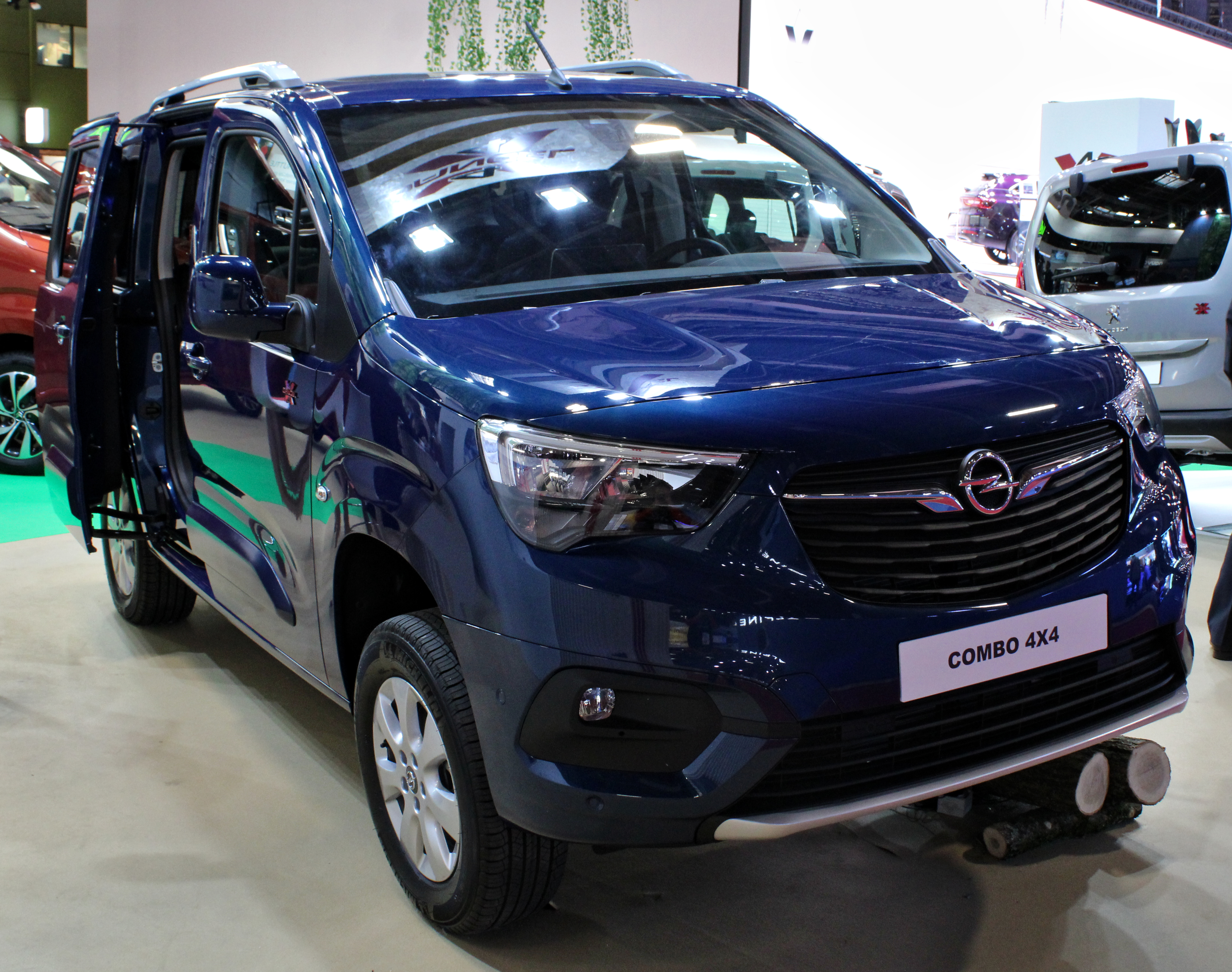
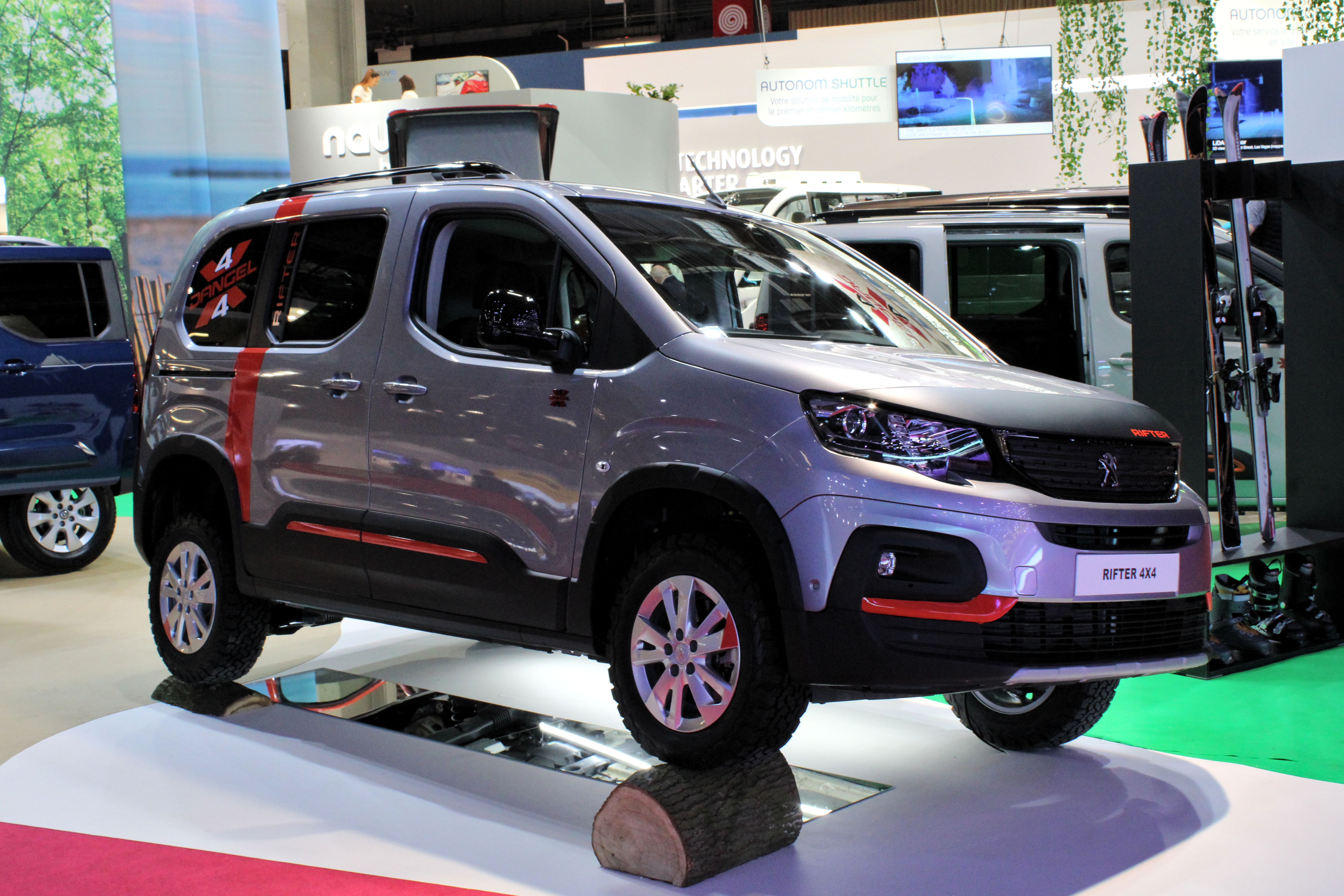
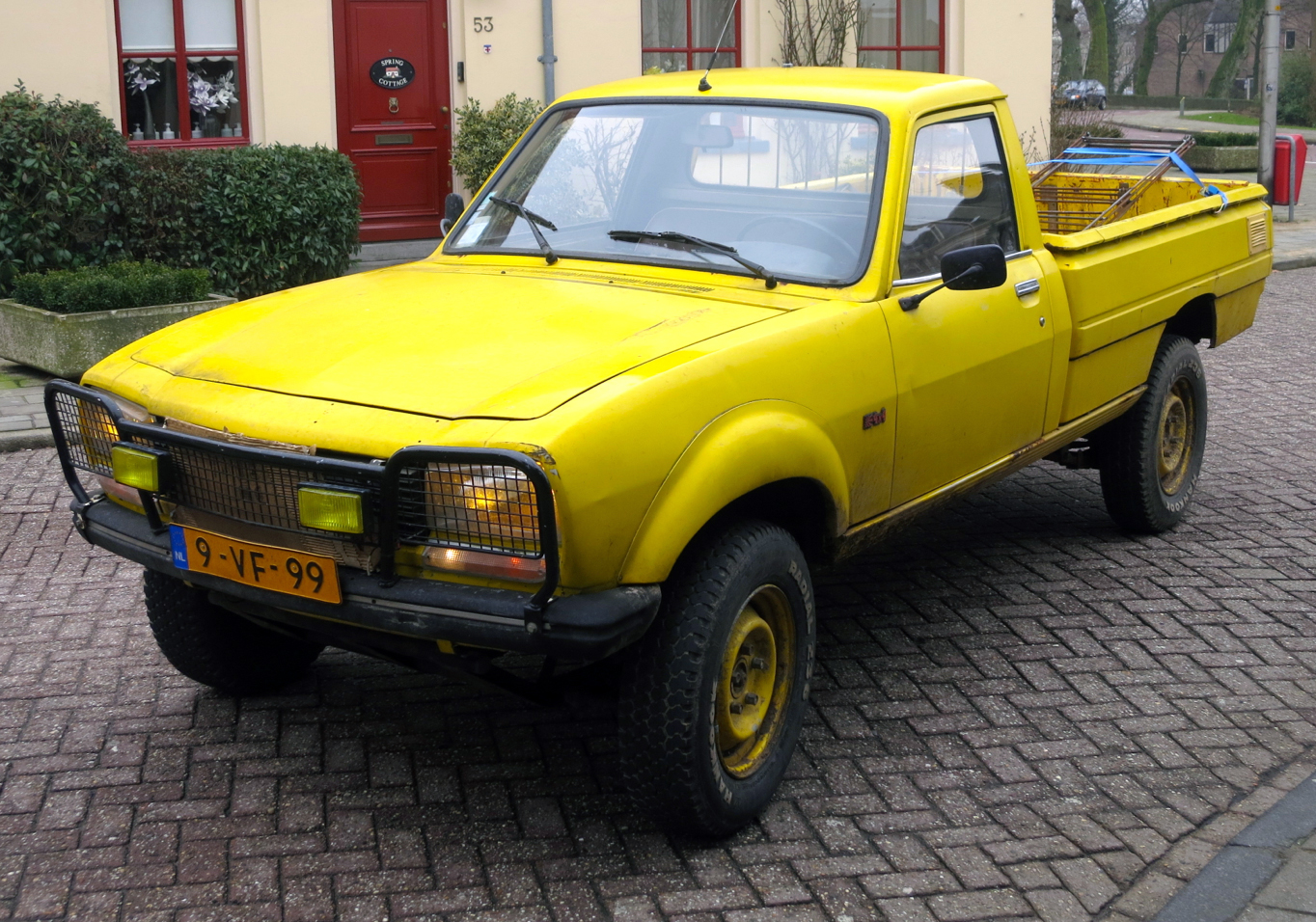